# Reseda crystallina
Reseda crystallina är en resedaväxtart som beskrevs av Philip Barker Webb och Berth. Reseda crystallina ingår i släktet resedor, och familjen resedaväxter. Inga underarter finns listade i Catalogue of Life.